# Carley Fortune
Carley Fortune é uma escritora e jornalista canadense. Seus livros venderam mais de um milhão de cópias em todo o mundo. Ela entrou 3 vezes na lista de best-sellers do The New York Times.

## Biografia
Carley é bacharel em jornalismo pela Universidade Metropolitana de Toronto.
Carley passou sua juventude nos subúrbios de Sydney, na Austrália e em Barry's Bay, uma pequena cidade à beira de um lago na zona rural de Ontário.
Ela também como uma jornalista foi colaboradora e editora do website Refinery29, do jornal The Globe and Mail, da revista Chatelaine, entre outros. Ela deixou o jornalismo para ser escritora.
Ela mora em Toronto, Canadá com o marido e dois filhos.